# Dolmen von Arlait
Die seit 1975 bzw. 1977 als Monument historique eingetragenen Dolmen von Arlait liegen in einer keltischen Nekropole auf dem Plateau von Thorus (Ortsteil von Château-Larcher) im Département Vienne in Frankreich. Dolmen ist in Frankreich der Oberbegriff für neolithische Megalithanlagen aller Art (siehe: Französische Nomenklatur).
Die ursprünglich etwa 30 m voneinander entfernt in einem Dreieck angeordneten Dolmen wurden um 4500 v. Chr. errichtet und um 2500 v. Chr. wiederverwendet. Sie wurden ausgegraben und in allen wurden menschliche Knochen, Feuerstein, grobe Töpferware sowie Waffen aus Elfenbein und Stein gefunden.
1868 sprengte der Besitzer den fast 4,0 m langen und 2,5 m breiten Dolmen. Im 19. Jahrhundert wurden die meisten Megalithen auf dem Plateau zerkleinert, um im Straßenbau verwendet zu werden. Besser erhalten ist nur ein Dolmen.